# Крадци на ядки
Крадци на ядки е американски компютърно-анимационен филм на Toonbox entertainment от 2014 година.

## Сюжет
Сръдльо (Уил Арнет) е изгонен от своя дом да живее в опасния град. Скоро се натъква на магазин за ядки, който ще реши проблемите му. Заедно с приятеля си Бъди, е решен да проникне в този магазин и да вземе колкото може ядки. Това, което те не знаят е, че магазинът е използван като прикритие от банда мошеници.

## Персонажи
- Сръдльо е лилава катерица. Той е постоянно намусен, самоуверен и често се забърква в неприятности. Озвучен е от Уил Арнет.
- Бъди е плъх. Той е най-добрият приятел на Сръдльо. Бъди не говори много.
- Енот е главният злодей на филма. Озвучен е от Лиъм Нийсън.
- Анди е женска оранжева катерица. Тя предпочита да постъпва така, както смята, че е правилно. Озвучена е от Катрин Хейгъл.
- Грейсън е сива катерица. Обича да постъпва героично. Озвучен е от Брендън Фрейзър.

## В България
В България филмът е пуснат по кината на 24 Януари 2014 г. от „Про Филмс“.